# Селін Акселос
Селін Акселос (уроджена Тассо; 1902 - 1992) - єгипетська поетеса і письменниця. Її старший брат, Рене Тассо (1897 - 1920), також був видатним поетом, проте він помер у віці 22 років від туберкульозу.

## Біографія
Селін Акселос народилася у 1902 році, Олександрія, Єгипет.
Її батько був чиновником середнього класу Ліванського походження. Селін була старшою з чотирьох дівчат і прожила все своє життя в Олександрії, Єгипет, їдучи тільки в короткі поїздки до Сполучених Штатів Америки (один раз), Ліван (як правило, щоб відвідати сім'ю сина) та Францію.
За три тижні до свого 18-річчя Селін вийшла заміж за Джорджа Салма (Салема), багатого землевласника вдвічі старше за неї. Вони мали одну дитину, Джозеф, але їх шлюб виявився нещасливим, і її чоловік втік із 3-річним хлопчиком і віддав його до школи-інтернату у Віргінії. Минуло 15 років, перш ніж Селін знову побачила свою єдину дитину.
Оскільки Салін стала громадянкою США, єгипетський уряд подав до суду на експропріацію великих земельних володінь. Американський уряд фінансував захист Селін за підписом президента Герберта Гувера, Салін втратила всю свою єгипетську власність.
В останні десятиліття свого життя Селін Акселос пішла з суспільства і стала все більш замкненою, покладаючись на свою глибоку християнську віру.
Багато років поетеса тихо жила в маленькій квартирці на дев'ятому поверсі на жвавій вулиці Олександрії, поки її вірна служниця 40 років Софі щодня приносила їжу та прибирала будинок.
Померла у 1992 році, у віці 90 років.

## Творчість
Селін Акселос приписувала пробудження інтересу до поезії на той час, як у дитинстві слухала вірші свого старшого брата Рене Тассо. Її провідником була французька мова, якою говорили вищі класи в Єгипті до Другої світової війни. Дві книги віршила Акселос в олександриновому були видані за життя поетеси. Les Deux Chapelles («Дві капели», Олександрія, видання Cosmopolis, 1943) містить 61 вірш 1938-1943 років. Її збірка 1952 року, Les Marches d'Ivoire («Кроки зі слонової кістки», Монте-Карло, Regain), містить 101 вірш у п'яти розділах.
Акселос була добре відомим як учасниця конференцій. Її лекції на теми та особистості, які мають широкий інтерес, були популярними громадськими заходами. Ці лекції, які проводяться в Atelier d'Alexandrie, згодом часто публікувалися у вигляді буклетів.
Неопубліковані казки Селін Акселос рукописний збірник із восьми таких історій залишається у її спадкоємців.
Рене Жозеф, онук Селін Акселос і композитор, написав музику до п'яти віршів своєї бабусі. Збірка Chansons d'après Celine Axelos (для сопрано та фортепіано) доступна в Laureate Music (2008) (2008).
Дань поваги Селін Акселос віддана у вигляді книги в 1987 році, написаної Р. Лакані (президентом Atelier d'Alexandrie).